# Tomislav Crnković (kanuist)
Tomislav Crnković hrvatski je kanuist i kajakaš na divljim vodama, dvostruki svjetski prvak. Bio je član Kanu kluba »Končar« iz Zagreba.
Početkom 2007. izabran je predstavnika Hrvatskoj kajakaškog saveza pri izvršnom odboru Međunarodne kajakaške federacije na skupu u Hong Kongu.
Prije toga bio je trener hrvatske reprezentacije.